# York von Heimburg
York von Heimburg (* 22. April 1957 in Huglfing) ist ein deutscher Verleger und Unternehmer. Er war Vorstand der IDG Communications Media AG, München, einem deutschen IT-Medienhaus und Marketing-Dienstleister für die ITK-Industrie. Sie ist eine 100-prozentige Tochtergesellschaft der International Data Group (IDG) aus Boston, einem weltweiten Anbieter für Technology Media, Data-, Conference- und Marketing Services sowie Direct Marketing.

## Werdegang
Nach seinem Abschluss als Diplomkaufmann an der LMU München im Jahr 1984 stieg von Heimburg beim Compact Verlag in München als Nachwuchs-Vertriebsleiter „Sachbuch“ ein, blieb dort bis 1987 und begleitete dort zuletzt die Position des Verlagsleiters „Sachbuch“. Anschließend wechselte er zur Markt & Technik AG, wo er unter anderem Vertriebsleiter aller Medien-Marken war und später zusätzlich als Verlagsleiter Wirtschaftspublikationen und Verlagsleiter aller internationalen Joint-Ventures arbeitete.
1992 ging er zu IDG Communications Media AG Deutschland, anfangs als Geschäftsführer der IDG Magazine Verlag GmbH (seit 2011: IDG Tech Media GmbH), zu der u. a. die PC Welt zählt. Danach gründete er 1996 die IDG Entertainment Media GmbH, welche mit der GameStar ab 1997 eines der einflussreichsten deutschsprachigen Computerspiel-Magazine herausgab.
Von 1999 bis 2013 war York von Heimburg Chairman of the Board of IGS (International Global Solutions) weltweit, der internen internationalen Sales-Unit von IDG, die weltweit agierende Werbekunden akquiriert und betreut. Seit 2000 ist er Mitglied des IDG Executive Committees mit Sitz in Boston. Im Jahr 2003 wurde er Geschäftsführer der IDG Business Media GmbH und 2004 Vorstand der gesamten Gruppe der IDG Communications Media AG. 2007 wurde York von Heimburg Mitglied im Vorstand des Verbands der Deutschen Zeitschriftenverleger (VDZ). Von 2010 bis 2013 war er Präsidiumsmitglied der Initiative D21.
York von Heimburg war Geschäftsführer der Gesellschaften IDG Tech Media GmbH, IDG Business Media GmbH und der IDG TechNetwork GmbH, die eigenständig unter dem Dach der IDG Communications Media AG agieren. Die IDG-Gesellschaften IDG Entertainment Media GmbH, zu der die Magazine GameStar und GamePro gehörten, die Online Welten GmbH und die IDGPS Network GmbH/Allyance GmbH wurden 2015 an Webedia verkauft. 
Seit  Dezember 2017 ist von Heimburg President International IDG Communications (IDGC) und Mitglied des weltweiten Leadership-Gremiums. Damit ist York von Heimburg für alle IDG eigenen Ländergesellschaften und die Länder, in denen Lizenzausgaben verlegt werden, verantwortlich. Dies sind insgesamt über 90 Länder inklusive China. Von 1998 bis 2013 war er außerdem Chairman von International Global Solutions (IGS), der internationalen Vermarktungsorganisation in London.
Das Medienhaus IDG präsentiert in Deutschland im Kern die crossmedialen Medien-Marken Computerwoche, CIO, Channel Partner, PC-Welt, MacWelt und weitere Spezial-Medien. Auf der Basis dieser Marken bietet IDG Deutschland Dienstleistungen für die ITK-Industrie sowie alle anderen in der digitalen Transformation stehenden Branchen.

## Zusätzliche Publikationen
Neben der Tätigkeit als Geschäftsführer schrieb von Heimburg in den 1990er Jahren regelmäßig die Schlagzeilen auf der Titelseite der PC-Welt und eine Reihe von Büchern. Folgende Bücher sind bisher erschienen:
- Sieger und Verlierer – 1996
- Gewinnen durch konsequente Fokussierung – 2000
- Fokussieren statt Verlieren – 2001 (Neuauflage von Sieger und Verlierer)
- Virtuelle Teams erfolgreich führen. Ein Team, eine Aufgabe, verschiedene Standorte – 2002 (zusammen mit Gerd F. Radisch)
- Kernkompetenz und Fokussierung. Unternehmenserfolg durch Konzentration – 2003
- Fit für die Zukunft! Zwölf Strategien für nachhaltigen Unternehmenserfolg – 2021